# Aquitanos

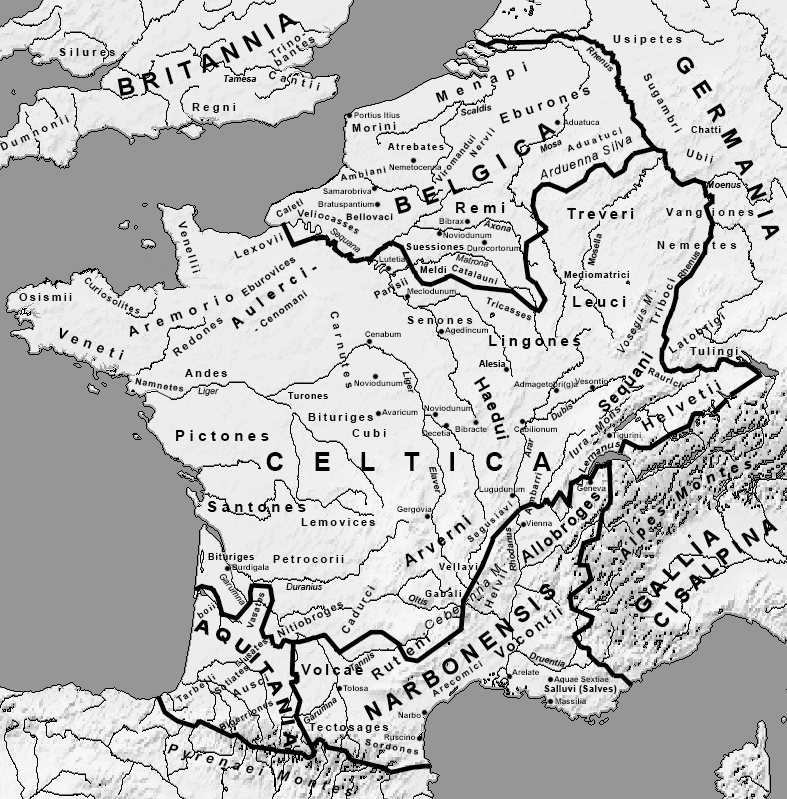
Mapa da Gália com as tribos gaulesas.

Ethnographic Iberia 200 BCE-es

Os Aquitanos foram um povo que viveu no atual sudoeste da França, entre os Pireneus e o rio Garona. Júlio César, que os derrotou nas Guerras da Gália, distinguia-os dos outros povos da Gália, notando suas proximidades a outros povos Iberos, e não Celtas. Na abertura dos Comentários sobre a Guerra Gálica, ele a descreveu assim: 
| “ | A Gália está toda dividida em três partes, das quais uma é habitada pelos belgas, a outra pelos aquitanios, a terceira pelos que na língua deles se chamam celtas, na nossa gauleses. Diferem todos esses povos, uns dos outros, na língua, nos costumes, e nas leis. | ” |
|   | — Júlio César, Comentários sobre a Guerra Gálica, I. |   |

A presença do que parecem ser nomes bascos de divindades ou pessoas em posteriores lápides funerárias Romano-Aquitanas tem feito filólogos presumirem que sua língua foi ou um dialeto do basco ou uma língua aparentada. O fato de a região ter sido conhecida como Vascônia no final da Idade Média, nome do qual derivou a forma mais conhecida, Gasconha, juntamente com evidências toponímicas, parecem confirmar essa hipótese.